# Педерастия в Древней Греции

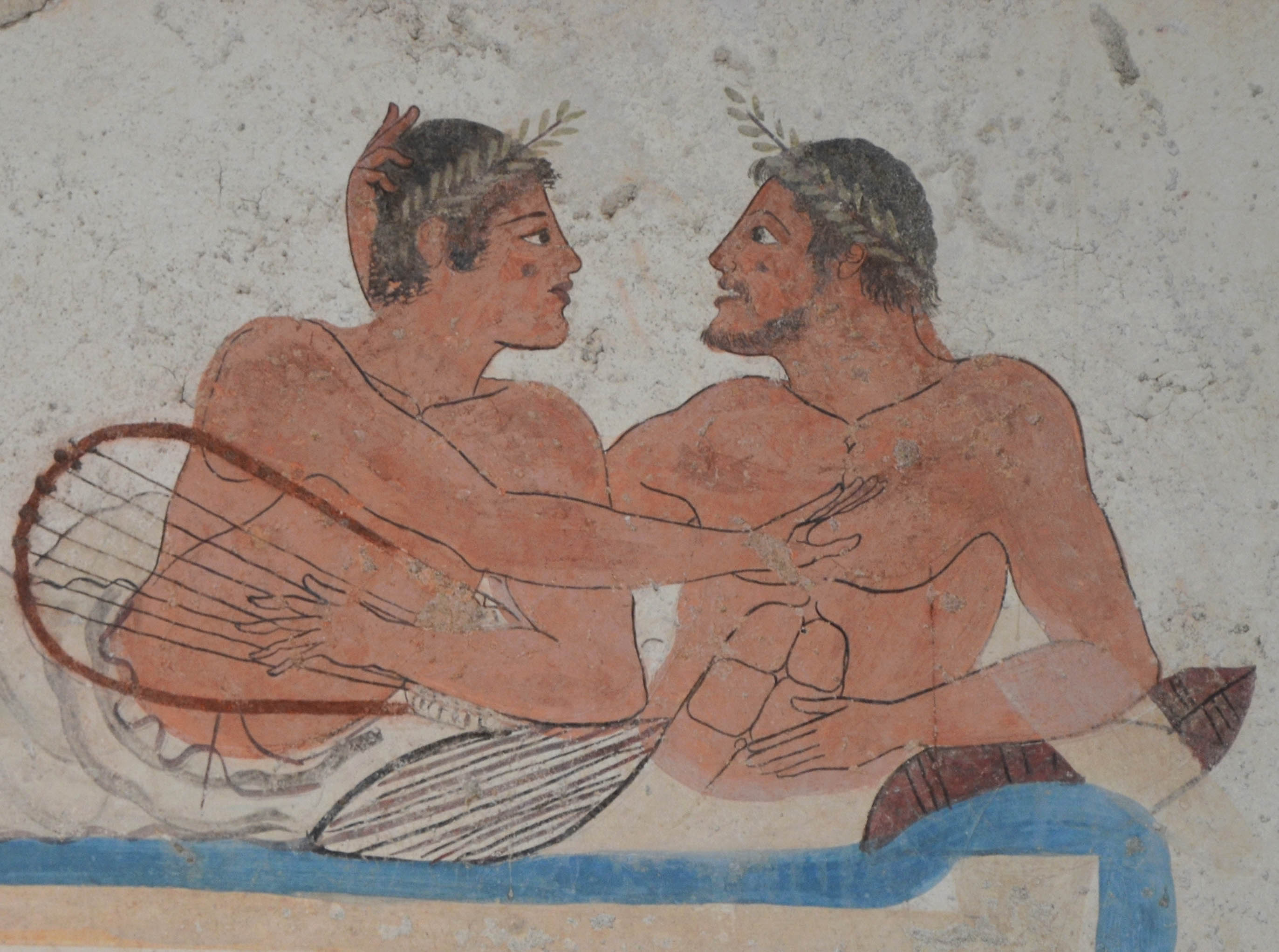
Педерастическая пара на симпосии. Настенная фреска на надгробии, г. Пестум, Италия. 470 г. н.э.

Педерастия в Древней Греции – социально признанные отношения между мужчиной старшего возраста (эрастес) и мужчиной младшего возраста (эроменос), обычно в подростковом возрасте. Оная была характерна для архаического и классического периодов.
Некоторые учёные связывают её происхождение с ритуалом инициации, в частности, с обрядами перехода на Крите, этот обычай был связан с вступлением в военную жизнь и поклонением Зевсу. Она не упоминается формально в гомеровском эпосе и, возможно, развилась в конце VII века до н.э. как аспект греческой гомосоциальной культуры, которая также характеризовалась спортивной и художественной наготой, поздним браком для аристократов, симпосиями и социальной изоляцией женщин.
В античной литературе и философии педерастия одновременно идеализировалась и критиковалась. Историк Эндрю Лир считает, что идеализация имела всеобщий характер в архаический период, а критика началась в Афинах как часть общей классической афинской переоценки архаической культуры.
Ученые спорят о роли и масштабах педерастии, которые, вероятно, варьировались в зависимости от местных обычаев и индивидуальных предпочтений. Английское слово «педерастия» в современном употреблении в некоторых юрисдикциях может подразумевать насилие над несовершеннолетними,  но афинский закон, например, признавал как согласие, так и возраст факторами, регулирующими сексуальное поведение.